# Consejo Europeo de Relaciones Exteriores
El Consejo Europeo de Relaciones Exteriores (ECFR, del inglés European Council on Foreign Relations) es un think tank paneuropeo, fundado en octubre de 2007 por cincuenta personajes políticos de toda Europa. Su objetivo es la elaboración de análisis estratégicos para la política exterior de la Unión Europea, para fomentar una política exterior y de seguridad europea más coherente y fuerte.
Entre los miembros fundacionales cuentan antiguos presidentes de gobierno, parlamentarios e intelectuales que quieren reforzar el papel de Europa en el mundo. El gerente de la iniciativa es Mark Leonard; en la actualidad tiene oficinas en siete capitales europeas: Berlín, Londres, Madrid, París, Roma, Sofía y Varsovia. El ECFR trabaja a base de donativos y no acepta ayuda institucional. Su principal patrocinador es el multimillonario George Soros, pero también lo financia el think tank madrileño FRIDE. A pesar de la similitud del nombre, el ECFR no tiene conexión directa con el think tank estadounidense Council on Foreign Relations.

## Miembros
Los cincuenta miembros fundacionales son:
- Urban Ahlin, político socialdemócrata sueco, vicepresidente del Comité de Asuntos Exteriores del parlamento sueco
- Martti Ahtisaari, político socialdemócrata finlandés, antiguo presidente de Estado (1994-2000) y enviado especial de la ONU en Kosovo (2006-2007)
- Giuliano Amato, político socialista italiano, antiguo primer ministro (1992-1993, 2000-2001), presidente del "grupo Amato" para la elaboración del Tratado de Lisboa
- Hannes Androsch, político socialdemócrata austriaco.
- Marek Belka, antiguo primer ministro polaco (2004–2005, sin partido), director de la Comisión Económica de las Naciones Unidas para Europa.
- Svetoslav Bojilov, fundador de la Fundación Communitas.
- Emma Bonino, política italiana (Partito Radicale) y antigua comisaria de la UE para la Protección del Consumidor y Ayuda Humanitaria (1995-1999).
- Robert Cooper, director general de Asuntos Exteriores y Político-Militares en el Secretariado General del Consejo de la Unión Europea.
- Marta Dassù, consejera del ministro de AA. EE. italiano Massimo D'Alema, directora del Instituto Aspen italiano.
- Gijs de Vries, político liberal neerlandés, antiguo encargado de la UE contra el terrorismo (2004-2007).
- Jean-Luc Dehaene, político cristianodemócrata belga, antiguo primer ministro (1992–1999), vicepresidente de la Convención Europea (2004), eurodiputado (desde 2004).
- Gianfranco Dell'Alba, político italiano (Partito Radicale), antiguo eurodiputado (1994-2004).
- Andrew Duff, político liberal británico, eurodiputado (desde 1999) y antiguo miembro de la Convención Europea (2004).
- Sarmite Elerte, editor del diario letón Diena.
- Brian Eno, músico británico.
- Joschka Fischer, político alemán (Los Verdes), antiguo ministro de Asuntos Exteriores (1998–2005).
- Timothy Garton Ash, historiador y escritor británico, profesor de Estudios Europeos en la Universidad de Oxford.
- Bronislaw Geremek, político liberal polaco, antiguo ministro de Asuntos Exteriores (1997–2000), eurodiputado (desde 2004).
- Diego Hidalgo Schnur, cofundador del diario español El País, presidente del think tank madrileño FRIDE.
- Mary Kaldor, profesora británica, directora del Centre for the Study of Global Governance en la London School of Economics.
- Gerald Knaus, portavoz de la European Stability Initiative.
- Caio Koch-Weser, político socialdemócrata alemán, antiguo vicepresidente del Banco Mundial (1991-1999).
- Rem Koolhaas, arquitecto neerlandés.
- Ivan Krastev, miembro del Consejo de Directores del Centre for Liberal Strategies búlgaro.
- Mart Laar, historiador y político conservador estonio, antiguo primer ministro (1992-1994, 1999-2002).
- Adam Lury.
- Alain Minc, publicista francés, antiguo presidente del Consejo de Supervisión del diario Le Monde.
- Christine Ockrent, periodista belga.
- Leoluca Orlando, político italiano (Italia dei Valori), antiguo alcalde de Palermo (1985-2000) y eurodiputado (1994-1999), miembro del parlamento italiano (desde 2006).
- Cem Özdemir, expresidente del partido verde de Alemania, ex eurodiputado y actual miembro del Bundestag.
- Simon Pánek, fundador de la ONG checa People in Need.
- Teresa Patrício Gouveia, política conservadora portuguesa, antigua ministra de Asuntos Exteriores (2004-2005).
- Chris Patten, político conservador británico, último gobernador general de Hong Kong (1992-1997) y antiguo comisario de Asuntos Exteriores de la UE (1999-2004).
- Diana Pinto, historiadora francesa.
- Andrew Puddephatt, fundador de la asociación Global Partners and Associates.
- Sigrid Rausing, fundadora de la fundación filantrópica Sigrid Rausing Trust.
- Albert Rohan, diplomático austriaco.
- Pierre Schori, diplomático y político socialdemócrata sueco, director general del think tank FRIDE, antiguo eurodiputado (1999-2000).
- Narcís Serra, político socialista español, antiguo vicepresidente de gobierno (1991-1995).
- Elif Shafak, escritora franco-turca.
- Aleksander Smolar, publicista y politólogo polaco.
- George Soros, financiero de movimientos democráticos, sobre todo en la Europa Oriental (George Soros Foundation).
- Dominique Strauss-Kahn, político socialista francés, director gerente del Fondo Monetario Internacional (desde 2007).
- Helle Thorning-Schmidt, política socialdemócrata danesa, presidenta de su partido, antigua eurodiputada (1999-2004).
- Michiel Van Hulten, político socialdemócrata neerlandeés, antiguo eurodiputado (1999-2004).
- Mabel Van Oranje, International Advocacy Director del Open Society Institute.
- António Vitorino, político socialista portugués, antiguo eurodiputado (1994-1995), ministro portugués de Defensa (1995-1997) y comisario de Justicia e Interior de la UE (1999-2004).
- Stephen Wall, antiguo consejero en asuntos europeos de Tony Blair.
- Andre Wilkens, director gerente del Open Society Institute.